# Norrbomia hypopygialis
Norrbomia hypopygialis är en tvåvingeart som först beskrevs av Richards 1939.  Norrbomia hypopygialis ingår i släktet Norrbomia och familjen hoppflugor.
Artens utbredningsområde är Kongo. Inga underarter finns listade i Catalogue of Life.